# Вікіпедія мовою чавакано
Вікіпедія мовою чавакано (чавакано Wikipedia) — розділ Вікіпедії мовою чавакано. Створена у 2006 році. Вікіпедія мовою чавакано станом на 26 березня 2025 року містить 3224 статті, 15 491 зареєстрованого користувача, 21 активного дописувача, 2 адміністраторів
. Загальна кількість сторінок у Вікіпедії мовою чавакано — 8890, редагувань — 116 286, мультимедійні файли відсутні
. Глибина (рівень розвитку мовного розділу) Вікіпедії мовою чавакано середня і становить 40.4 пунктів
. 

## Історія
- Січень 2007 — створена 100-та стаття[3].
- Січень 2014 — створена 1 000-на стаття[3].
- Червень 2014 — створена 2 000-на стаття[4].